# Gnosippus franchettii
Espèce
Gnosippus franchettii est une espèce de solifuges de la famille des Daesiidae.

## Distribution
Cette espèce est endémique d'Érythrée.

## Description
La femelle holotype mesure 18 mm.

## Étymologie
Cette espèce est nommée en l'honneur de Raimondo Franchetti.

## Publication originale
- Caporiacco, 1937 : Scorpioni, Pedipalpi, Solifugi e Chernetidi di Somalia e Dancalia. Annali del Museo Civico di Storia Naturale di Genova, vol. 58, p. 135–149 (texte intégral).